# 摩德凱·布朗
摩德凱·彼得·森坦尼爾·布朗（英語：Mordecai Peter Centennial Brown，1876年10月19日—1948年2月14日），綽號「三指魔」及「礦工」，為美國職棒大聯盟的投手。他在12歲時因為在農地操作機器發生意外，導致他的右手只有3根手指。不過這個後天缺陷卻也讓他可以順利地投出曲球，讓他在死球時代成為當時的明星投手之一。
他在1907年與1908年帶領小熊隊拿下世界大賽。1949年入選名人堂。

## 早年
布朗於1876年10月19日出生於奈斯維爾。他在打棒球之前曾在礦坑工作過，因此獲得了「礦工」這個綽號。另外他的朋友也會叫他布朗尼（Brownie）或是摩特（Mort）。由於他出生的那一年正好是美國建國百年，因此他的叔叔和父親給了他一個中間名叫做Centennial。

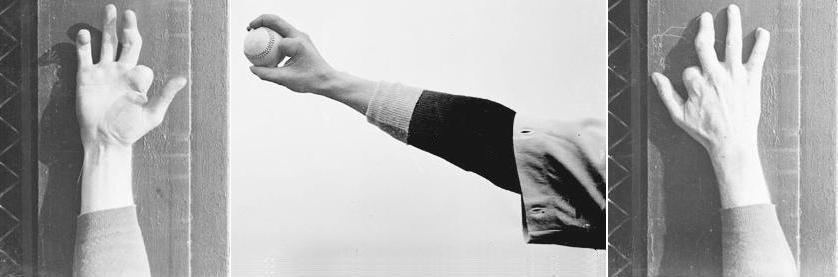
布朗的右手

在他的自傳裡，布朗提到他小時候在操作食物絞碎機的時候，右手不小心被捲進去。這起事故造成他的食指大部分都被切碎，小指也斷了一部分。
儘管右手少了兩根手指，布朗還是像其他的小孩子一樣練習投球。而他的斷指也意外地能讓他丟出曲球、變速球以及軌跡有些許變化的快速球，這也讓他的球路不容易被擊中。

## 職業生涯
1898年，布朗在半職業的棒球賽中擔任三壘手。由於當時隊上的投手不克出賽，因此布朗站上投手丘投球。這也讓許多人開始注意到他。1903年，布朗登上大聯盟。
1904年到1912年間，布朗都效力於小熊隊。他在這段期間有六年拿下單季20勝以上，以及兩座世界大賽冠軍。當時巨人隊的總教練約翰·麥格勞認為布朗和他的子弟兵克里斯提·馬修森是1900年代最棒的投手。而兩人也對決過25次，其中布朗拿下13勝11敗，還有一次無關勝敗。
1908年10月8日，這天小熊與巨人在爭奪國聯冠軍的門票。巨人派出馬修森先發，而小熊隊出Jack Pfiester先發，不過Pfiester當天表現不佳因此很快就被布朗接替。最後小熊4比2擊敗巨人，最後也拿下該年的世界大賽冠軍。然而小熊奪冠後便陷入了108年未能奪冠的乾旱期，直到2016年球隊才打破山羊魔咒再次拿下冠軍。
1909年底，當時布朗隨隊在古巴進行幾場棒球賽。而他原本打算冬天待在那邊，之後再回美國。不過他在回家後卻得了一種怪病，最後他在1912年球季結束後被小熊隊釋出。不久後他去找醫生治療，醫生發現布朗長期耗損他的膝蓋便建議他直接退休。然而布朗卻選擇繼續打球，他後來與路易斯維爾上校簽約，而上校也將他交易至紅人。
在紅人隊待了一個球季之後，布朗跟隊友喬·汀克同一天跳槽到了新創立的聯邦聯盟。汀克加入芝加哥鯨魚，而布朗加入聖路易犬，並同時擔任總教練。8月中他被球隊裁掉，隨後加入布魯克林頂點隊。雖然球季結束後又傳出布朗即將退休的傳聞。不過他在隔年與鯨魚隊簽約。1915年球季結束後，聯邦聯盟解散，布朗也回到老東家小熊。1916年9月4日，這一天同時是布朗和馬修森在職業生涯的最終戰，也剛好是兩大先發投手對決的日子。而這場比賽兩隊總共擊出33支安打，最終巨人10比8贏球。
布朗在職業生涯拿下239勝130敗，1375次三振，防禦率2.06在大聯盟投手中僅次於艾德·沃爾許和艾迪·喬斯。罕見的是，他也是一名左右開弓的打者，他生涯的打擊率為2成06，2轟73分打點。

## 晚年與紀念
退休之後，布朗有超過十年的時間繼續在小聯盟或是表演賽亮相投球，同時執教其他球隊。根據他的自傳，他在51歲時仍然在業餘球隊出賽投球。據傳當時他投了3局，面對9名打者全數三振。
1920年至1945年間，布朗在加油站以及地方博物館工作。晚年他罹患糖尿病，又有中風。最後他於1948年因糖尿病併發症去世，享年71歲。
1999年，布朗被提名至美國職棒大聯盟世紀球隊的最終名單內。

## 外部連結
- 球員資訊和成績在MLB，ESPN，Retrosheet ，Baseball Reference ，Baseball Reference (Minors) ，Fangraphs ，The Baseball Cube （英文）
- 摩德凱·布朗在台灣棒球維基館上的頁面（繁體中文）